# Chloroclystis rivalis
Chloroclystis rivalis là một loài bướm đêm trong họ Geometridae.